# Ige-halki
Ige-halki (ok. 1320 p.n.e.) – słabo znany król elamicki, który po klęsce Hurbatili w wojnie z Kurigalzu II przejął władzę stając się założycielem nowej dynastii.